# B.I.G
B.I.G (kurz für Boys in Groove; kor.: 비아이지) ist eine südkoreanische Boygroup der dritten K-Pop-Generation von GH Entertainment. Die Gruppe besteht aus den Mitgliedern J-Hoon, Benji, Gunmin, Minpyo und Heedo und debütierte am 4. Juli 2014.

## Geschichte
Alle fünf Mitglieder von B.I.G waren drei Jahre lang Trainees bei ihrem Plattenlabel GH Entertainment, bevor sie am 4. Juli 2014 mit dem von Shim Man-joo geschriebenen Lied Hello debütierten. Der Song erreichte viel Popularität sowohl in Korea, als auch international. Ihren ersten Auftritt hatte die Gruppe bei The Show von SBS MTV. Am 21. Oktober 2014 erschien ihre erste EP Are You Ready?. Zum 200-Tages-Jubiläum ihres Debüts gründete GH Entertainment B.I.Gs offiziellen Fanclub Biginning (비기닝). Das erste Fan Meeting unter dem Motto „Hello Biginning“ folgte am 31. Juli in Seoul. 2016 debütierte B.I.G in Japan unter dem Label HY Entertainment mit dem Lied Taola, das in den japanischen Charts Platz 15 erreichen konnte. Am 10. Mai 2016 veröffentlichte die Gruppe die EP Aphrodite. Die Single Aphrodite erschien eine Woche später inklusive eines Musikvideos. Im Laufe ihrer Karriere veröffentlichte B.I.G viele weitere Singles und hielt Konzerte in Korea, Japan und Malaysia.

## Mitglieder
- Leader: J-Hoon (Hangeul: 제이훈; bürgerlich Lim Jung-hoon), geboren am 15. Juli 1990 in Seoul
- Main Vocalist: Benji (Hangeul: 벤지; bürgerlich Benjamin Bae), geboren am 3. Mai 1992 in Indianapolis
- Main Dancer: Gunmin (Hangeul: 건민; bürgerlich Lee Gun-min), geboren am 3. Oktober 1994 in Gangwon-do
- Main Rapper: Minpyo (Hangul: 민표; bürgerlich Gook Min-pyo), geboren am 15. November 1994 in Gwangju
- Maknae: Heedo (Hangul: 희도; bürgerlich Yoo Hee-do), geboren am 22. April 1996 in Seoul

## Diskografie

### EPs
- 2014: Are You Ready?
- 2016: Aphrodite

### Single-Alben
- 2017: Hello Hello
- 2019: Illusion

### Singles
- 2014: Hello
- 2014: Are You Ready?
- 2015: Between Night n Music
- 2015: Taola
- 2016: Aphrodite
- 2017: 1.2.3
- 2017: Hello Hello
- 2019: Illusion
- 2021: Flashback
- 2021: Presente (mit 3YE als Triple7)
- 2023: Want

## Auszeichnungen
| Jahr | Auszeichnung                                     | Kategorie                                      | Ergebnis |
| ---- | ------------------------------------------------ | ---------------------------------------------- | -------- |
| 2014 | The 22nd Korean Culture and Entertainment Awards | New Artist Award                               | Gewonnen |
| 2014 | Hanwha Music Awards                              | Ambassador of Korean Life Award                | Gewonnen |
| 2015 | Hanwha Music Awards                              | Ambassador of Korean Life Award                | Gewonnen |
| 2015 | The 10th Asia Model Awards Festival              | New Lyrics Award                               | Gewonnen |
| 2016 | Democratic Peace and Unification Advisory        | Ambassador for Peaceful Reunification Practice | Gewonnen |